# Whitemanova letecká základna
Whitemanova letecká základna (anglicky Whiteman Air Force Base; kód IATA je SZL, kód ICAO KSZL, kód FAA LID SZL) je vojenská letecká základna letectva Spojených států amerických nacházející se 3,2 km jižně od města Knob Noster ve státě Missouri, 110 km jihovýchodně od města Kansas City v témže státě. Je domovskou základnou 509. bombardovacího křídla (509th Bomb Wing; 509 BW) spadajícího pod velení 8. letecké armády Spojených států. Toto křídlo je vybaveno víceúčelovými strategickými bombardéry Northrop B-2 Spirit. Ty jsou určeny k ničení cílů vysokého významu nacházejících se ve vzdálenosti, která je za hranicí operačního dosahu konvenčních bombardérů. Používají se i v případě, kdy se očekává, že bude cíl silně bráněn. Letecká základna Whiteman byla dostavěna roku 1942, tehdy pod názvem „Sedalia Glider Base“.